# Oussama Oueslati
Oussama Oueslati (Manouba, Tunis, 24. ožujka 1996.) je tuniški taekwondoaš. 2015. godine nastupio je u finalu Sveafričkih igara gdje je poražen od bjelokošćanina Cheicka Cisséa. Protiv istog protivnika izgubio je i na Olimpijadi u Riju dok je u borbi za broncu s visokih 14:5 pobijedio višestrukog olimpijskog pobjedika Stevena Lópeza.

## Olimpijske igre

### OI 2016. Rio de Janeiro
| Rio de Janeiro 2016. | Rio de Janeiro 2016. | Rio de Janeiro 2016. | Rio de Janeiro 2016. |
| Protivnik            | Zemlja               | Uspjeh               | Natjecanje           |
| -------------------- | -------------------- | -------------------- | -------------------- |
| Nikita Rafalovič     | Uzbekistan           | 11:8; pobjeda        | predeliminacije      |
| Liu Wei-ting         | Tajvan               | 1:0; pobjeda         | četvrtfinale         |
| Cheick Sallah Cissé  | Obala Bjelokosti     | 6:7; poraz           | polufinale           |
| Steven López         | SAD                  | 14:5; pobjeda        | borba za broncu      |